# 韦尔特安德里萨尔
韦尔特安德里萨尔是德国巴伐利亚州的一个市镇。总面积4.84平方公里，总人口2452人，其中男性1227人，女性1225人（2011年12月31日），人口密度507人/平方公里。